# 아사쿠라 겐타
아사쿠라 겐타(일본어: 朝倉 健太, 1981년 6월 11일 ~ )는 일본의 전 프로 야구 선수이다.

## 인물

### 프로 입단 전
도호 고등학교 시절인 1999년 하계 고시엔 대회에서 당시 대회 최고 속도인 149km의 강속구를 기록해 드래프트 상위 후보로서 세간의 주목을 받기도 했는데 투수 겸 1루수로 출전했다. 같은 해 프로 야구 드래프트 회의에서는 주니치 드래건스로부터 1순위로 지명을 받아 입단했다.

### 프로 입단 후

#### 2000년 ~ 2002년
입단 직후 당초에는 투구 컨트롤에 대한 어려움이 있을 정도의 난조가 있었는데 신인 시절인 2000년에는 9경기에 등판하면서 평균자책점 14.02라는 기대 이하의 성적으로 뚜렷한 활약을 보여주지 못했고, 다음 해인 2001년은 단 1승도 올리지 못한 채 5패라는 최악의 성적을 기록했다. 그러나 이듬해 2002년에는 투구 폼을 개조하면서 그대로 팀의 선발 로테이션에 합류하면서 11승(11패)이라는 좋은 성적을 남겼다.

#### 2003년
비약적인 성장으로 타석에 들어서면서 본인의 첫 홈런을 때려냈지만 오른쪽 팔꿈치 골절에 의한 부상을 당하는 등 팀에서 장기적으로 이탈당하는 수모를 겪었다.

#### 2004년
이듬해 등번호를 41번에서 18번으로 변경했고, 이후 개막 직전에 오른쪽 어깨 통증을 일으켰지만 5월 26일의 야쿠르트 스왈로스전에서 부활을 알리는 승리 투수가 되었다. 그러나 선발 로테이션에 먹혀드는데에 이르지는 않고 그 해의 주니치의 리그 우승에 기여했다고는 말할 수 없는 성적이었다. 일본 시리즈에서는 출전 멤버에 오르면서 선발은 아니었지만 등판은 했었다.

#### 2005년
주로 선발을 맡아 1군과 2군을 오갈 정도의 불안정함은 여전했지만 중반부터 후반에 있어서는 호투를 보여주는 등 한신 타이거스와의 순위 경쟁에서 맹렬히 추격을 하는 일익을 담당했다.
개인에 대한 비판을 별로 하지 않는 것으로 유명한 오치아이 히로미쓰 감독도 요즘의 아사쿠라에 대해서 언급하는 경우가 많았다. 이것은 기대의 반대이며 좀처럼 기대에 응할 수 없었던 아사쿠라의 고무된 격려를 하고 있었다는 견해가 있다. 그 기대의 크기는 아사쿠라에게 18번을 붙이게 한 것, 2006년의 등번호를 변경할 때도 주력 투수의 등번호로 여겨지고 있는 14번(예전에는 반도 에이지, 이마나카 신지 등이 붙이고 있었다)을 준 것으로부터 엿볼 수 있는 대목이었다.

#### 2006년
시즌 개막전에서는 이시이 유야와 함께 중간 계투로 기용되었지만 5월에는 선발로 기용되고 나서 호투하는 등 승리를 거두었다. 동시에 제구면에서도 개선되어 7월 4일의 요미우리 자이언츠전에서는 2002년 이후 4년 만의 완봉 승리를 기록, 이후 감독 추천으로 올스타전에도 출전했다. 8월 16일에는 역시 2002년 이후 4년 만이자 자신의 두 번째가 되는 두 자릿수 승리를 달성했다. 그 후에도 승리 수를 늘려가는 등 10월 8일의 요코하마 베이스타스전에 있어 개인 신기록이 되는 12승째를 올렸고, 같은 달 14일에 야쿠르트전에서 시즌 13승(12선발)째를 올린다. 오치아이 감독도 “아사쿠라는 작년까지와는 전혀 다르다”라고 말하는 등 감독과 구단 수뇌진의 신뢰를 얻었고, 선발 로테이션 투수로서 비약을 이룬 1년이 되었다. 일본 시리즈에서는 3차전에 선발 등판해 첫 회에서 실점 했지만 2회 이후에는 투구 폼을 고쳐 세웠고 종반까지 추가점을 허용하지 않는 호투를 보였지만 팀 타선이 부진하면서 결국 패전 투수가 되었다.

#### 2007년
개막 이후부터 선발로서 기용되었는데 전반기에는 제구력 난조로 침체를 겪었지만 여름이 되면서 원래의 상태를 되찾아 7월과 8월에 7승 1패라는 양호한 성적을 기록했다. 특히 8월은 4승 무패, 평균자책점 1.10으로 자신의 첫 월간 MVP를 수상했다. 그러나 9월이 되면서 리그 우승을 놓고 경쟁하는 와중에 다시 부진을 겪어 12승째(모두 선발)(전년도와 최다 선발승 타이) 이후에는 평균자책점이 8.38로 낮아졌다. 12승째의 시점에서 평균자책점이 2.55로 최고 평균자책점을 노릴 수 있는 위치에 있었지만 최종적으로는 3.36을 기록했다. 그런데도 처음이 되는 2년 연속 두 자릿수 승리를 거두고 시즌을 통해서 로테이션을 지킨 것은 팀내 선발 기둥으로서의 책임을 완수했다고 말할 수 있다. 참고로 피홈런 9개는 규정 투구 횟수 이상을 던진 센트럴 리그 투수 중에서는 가장 적다(양대 리그에서도 2위 타이 기록). 이후 클라이맥스 시리즈 제2 스테이지 1차전에 선발이 예정되어 있었지만 10월 9일경에 연습을 마치고 차를 타고 귀가 하던 도중에 교차로에서 오토바이와 충돌 사고를 일으켰다. 그 일로 인해 선발로 오르지는 못했고, 야마이 다이스케의 어깨 통증 등도 있어 1차전에는 제1 스테이지에 중간 계투로 등판하고 있던 오가사와라 다카시가 급거 선발로 등판했다. 팀은 3연승을 기록하여 일본 시리즈 진출을 결정했지만 아사쿠라 본인은 구단으로부터 엄중 주의 처분을 받았다.
10월 30일의 일본 시리즈 3차전에서는 선발 투수로 등판해 피안타가 9개이면서 7회 1실점으로 홋카이도 닛폰햄 파이터스를 누르고 일본 시리즈의 첫 승리를 거두었을 뿐만 아니라 주니치 드래건스가 53년 만의 일본 시리즈 우승에 기여했다. 아시아 시리즈에서는 2차전에 등판하면서 6회 2실점의 호투로 주니치의 첫 승리를 장식, 팀도 아시아 시리즈 우승을 제패했다.

#### 2008년
그 해에는 개막 이후부터 선발 투수로서 기용되었지만 5월 30일에는 1군 등록이 말소되었다. 6월 22일에 1군으로 복귀하여 7월 3일의 한신전에서 5회 1실점으로 호투했지만 7월 6일에는 다시 전력에서 이탈되었다. 오른팔의 혈행장애로 드러난 것이 판명되었다. 그 후 재활 훈련을 거쳐 훼닉스 리그에서 실전에 복귀, 호투에 의해 클라이맥스 시리즈 제2 스테이지 2차전에 선발로 발탁되었지만 오가사와라 미치히로의 2타석 연속 홈런을 때려내 2회 6실점으로 강판당했고 팀도 패했다. 3차전에서는 12회말에 등판하여 1회 무실점으로 시즌을 끝냈다.

#### 2009년
선발로서 복귀해 후반기에는 기대 이하의 부진으로 9월 18일에 등록이 말소되지만 1군 재등록 후가 되는 9월 29일의 요미우리전에서 시즌 10승째를 올린다. 평균자책점은 4.04로 다소 높은 편에서는 완투도 0이었지만 선수 생명의 지장을 받을 정도로 의심된 혈행장애를 극복하고 2년 만에 규정 투구 횟수를 채워 두 자릿수 승리 기록을 달성했다.

## 출신 학교
- 도호 고등학교

## 선수 경력
- 주니치 드래건스(2000년 ~ 2015년)

## 지도자 및 기타 경력
- 주니치 드래건스 2군 투수코치(2016년 ~ 2017년)
- 주니치 드래건스 1군 투수코치(2018년)

## 수상·타이틀 경력
- 월간 MVP : 1회(2007년 8월)

## 개인 기록

### 첫 기록
- 첫 등판 : 2000년 8월 10일, 대 히로시마 도요 카프 19차전(나고야 돔)
- 첫 탈삼진 : 2000년 8월 15일, 대 야쿠르트 스왈로스 18차전(나고야 돔)
- 첫 선발 : 2000년 9월 20일, 대 요코하마 베이스타스 25차전(요코하마 스타디움)
- 첫 승리·첫 선발 승리 : 2002년 4월 6일, 대 히로시마 도요 카프 2차전(히로시마 시민 구장)
- 첫 완투 승리 : 2002년 5월 4일, 대 야쿠르트 스왈로스 6차전(메이지 진구 야구장)
- 첫 완봉 승리 : 2002년 7월 16일, 대 야쿠르트 스왈로스 14차전(메이지 진구 야구장)
- 첫 홀드 : 2008년 5월 17일, 대 요코하마 베이스타스 7차전(나고야 돔)

### 기록 달성 경력
- 통산 1000투구회 : 2010년 5월 9일, 대 도쿄 야쿠르트 스왈로스 9차전(나고야 돔) ※역대 319번째.

### 기타
- 올스타전 출장 : 1회(2006년)

## 등번호
- 41(2000년 ~ 2003년)
- 18(2004년 ~ 2005년)
- 14(2006년 ~ 2015년)
- 81(2016년 ~ )

## 연도별 성적
| 연도        | 소속        | 등 판 | 선 발 | 완 투 | 완 봉 | 무 볼 넷 | 승 리 | 패 전 | 세 이 브 | 홀 드 | 승 률 | 타 자 | 투 구 회 | 피 안 타 | 피 홈 런 | 볼 넷 | 고의 사구 | 死 구 | 탈 삼 진 | 폭 투 | 보 크 | 실 점 | 자 책 점 | 평균 자책점 | WHIP |
| ----------- | ----------- | ----- | ----- | ----- | ----- | -------- | ----- | ----- | -------- | ----- | ----- | ----- | -------- | -------- | -------- | ----- | --------- | ----- | -------- | ----- | ----- | ----- | -------- | ----------- | ---- |
| 2000년      | 주니치      | 9     | 1     | 0     | 0     | 0        | 0     | 1     | 0        | --    | .000  | 95    | 17.1     | 36       | 5        | 7     | 0         | 2     | 9        | 1     | 0     | 32    | 27       | 14.02       | 2.48 |
| 2001년      | 주니치      | 15    | 9     | 0     | 0     | 0        | 0     | 5     | 0        | --    | .000  | 236   | 49.2     | 60       | 4        | 34    | 1         | 1     | 31       | 4     | 1     | 33    | 30       | 5.44        | 1.89 |
| 2002년      | 주니치      | 31    | 30    | 7     | 1     | 0        | 11    | 11    | 0        | --    | .500  | 843   | 200.1    | 193      | 10       | 63    | 7         | 4     | 149      | 7     | 1     | 71    | 58       | 2.61        | 1.28 |
| 2003년      | 주니치      | 6     | 6     | 1     | 0     | 0        | 1     | 4     | 0        | --    | .200  | 153   | 29.2     | 48       | 5        | 16    | 1         | 0     | 23       | 0     | 1     | 31    | 26       | 7.89        | 2.16 |
| 2004년      | 주니치      | 14    | 10    | 0     | 0     | 0        | 3     | 3     | 0        | --    | .500  | 238   | 53.0     | 64       | 7        | 21    | 0         | 2     | 38       | 7     | 0     | 27    | 24       | 4.08        | 1.60 |
| 2005년      | 주니치      | 16    | 16    | 2     | 0     | 0        | 5     | 7     | 0        | 0     | .417  | 439   | 98.1     | 123      | 4        | 40    | 1         | 2     | 65       | 4     | 0     | 49    | 43       | 3.94        | 1.66 |
| 2006년      | 주니치      | 25    | 21    | 2     | 1     | 0        | 13    | 6     | 0        | 0     | .684  | 636   | 154.2    | 155      | 12       | 33    | 2         | 3     | 107      | 6     | 0     | 51    | 48       | 2.79        | 1.22 |
| 2007년      | 주니치      | 29    | 26    | 3     | 0     | 0        | 12    | 7     | 0        | 0     | .632  | 717   | 171.2    | 173      | 9        | 50    | 4         | 4     | 105      | 5     | 0     | 67    | 64       | 3.36        | 1.30 |
| 2008년      | 주니치      | 12    | 9     | 1     | 0     | 0        | 3     | 4     | 0        | 2     | .429  | 255   | 56.1     | 67       | 5        | 20    | 0         | 1     | 30       | 2     | 0     | 27    | 21       | 3.36        | 1.54 |
| 2009년      | 주니치      | 24    | 24    | 0     | 0     | 0        | 10    | 8     | 0        | 0     | .556  | 655   | 151.1    | 159      | 14       | 45    | 2         | 9     | 83       | 7     | 0     | 78    | 68       | 4.04        | 1.35 |
| 2010년      | 주니치      | 9     | 9     | 0     | 0     | 0        | 3     | 6     | 0        | 0     | .333  | 195   | 41.1     | 56       | 8        | 13    | 0         | 2     | 31       | 0     | 0     | 29    | 26       | 5.66        | 1.67 |
| 2011년      | 주니치      | 2     | 2     | 0     | 0     | 0        | 0     | 1     | 0        | 0     | .000  | 34    | 7.0      | 10       | 2        | 4     | 0         | 0     | 4        | 0     | 0     | 8     | 7        | 9.00        | 2.00 |
| 통산 : 12년 | 통산 : 12년 | 192   | 163   | 16    | 2     | 0        | 61    | 63    | 0        | 2     | .492  | 4496  | 1030.2   | 1144     | 85       | 346   | 18        | 30    | 675      | 43    | 3     | 503   | 442      | 3.86        | 1.45 |

- 2011년 기준.